# 波斯人名
波斯人名或伊朗人名（波斯語：نام），由名和姓组成，顺序是名前姓后。

## 名
大部分现代波斯人的名字都来自波斯语，但由于穆斯林征服的缘故，亦有大量名字源自阿拉伯语。
许多波斯名来自波斯史诗《列王纪》，例如阿布丁（Abtin）、阿尔德希尔（Ardeshir）、阿尔明（Armeen）、巴巴克（Babak / Papak）、比詹（Bijan / Bizhan）、达拉布（Darab）、大流士（Darius / Dariush）、埃斯凡迪亚尔（Esfandiar / Esfandyar）、贾维德（Javid）、法拉马兹（Faramarz）、法尔哈德（Farhad）、法里博尔兹（Fariborz）、法尔希德（Farshid）、法尔扎德（Farzad）、亚兹丹（Yazdan）。
源自阿拉伯语的男性名常为伊斯兰教、特别是什叶派历史上的著名宗教人物名字，如穆罕默德（Muhammad）、阿里（Ali，穆罕默德的侄子兼女婿，第一伊玛目）、哈桑（Hassan，阿里长子，第二伊玛目）、侯赛因（Husssain，阿里次子，第三伊玛目）、礼萨（Reza，第八伊玛目）等。
女性常用花作为名，如拉勒（Laleh），意为“郁金香”；雅思敏（Yasmin），意为“茉莉”；纳尔吉斯（Narges），意为“水仙”;妮卢法尔（Niloufar），意为“睡莲”等。除花名外，还有如席琳（Shirin，意为“甜蜜的”）、西敏（Simin，意为“银白色的”）、扎莱（Jaleh/Zhaleh，意为“霜露”）、罗克珊娜（Roxana/Rukhshana，意为“光明的”）等其他含义的名字，以及如玛利亚姆（Maryam）、法蒂玛（Fatmeh）、米娜（Mina）等穆斯林常见女姓名。

## 姓
波斯人在1919年起才拥有姓氏，引入姓氏的法令是由卡扎尔王朝沃索·杜乌拉政府制定的，并被随后的礼萨汗政权延续。此前波斯人有名无姓，重名者间以一系列前缀和后缀名加以区分。
波斯人姓氏常常是波斯语人名、地名或其他名词，追加后缀而组成的。一些常见的后缀包括：
- -i（-ei / -ie），最常见的波斯姓氏后缀，表示所属关系，其词根往往是人名和地名。如艾哈迈迪（Ahmadi），易卜拉希米（Ebrahimi），伊斯法哈尼（Esfahani）、霍梅尼（Khomeyni）、拉夫桑贾尼(Rafsanjani)，词根分别是人名艾哈迈德、易卜拉欣，和地名伊斯法罕、霍梅恩、拉夫桑詹。
- -an，复数后缀。词根往往是人名和地名。
- -ian，是为-i的复数形式。词根同样是人名和地名，如沙欣尼安（Shaheenian）。许多亚美尼亚姓氏亦拥有同样的后缀。
- -pour，译为“普尔”，与梵語：（儿子）同源，意为“（常指军官）子嗣”。
- -zadeh，译为“扎德”，意为“后裔”。如阿伽扎德（Aghazadeh），意为“阿迦之后”（见下文）。
- -nejad（-nezhad），译为“内贾德”，意为“某氏族成员”
- -nia，译为“尼亚”，意为“殿下”。
- -far，译为“法尔”，意为“某某之光”。
- -bakhsh，译为“巴赫什”，意为“某某所授予”。
- -dad，古波斯语dāta，译为“达德”，意为“某某所给予”。如胡大达德（Khodadad），意为“胡大所赐”。

## 尊称和前缀
波斯人名中一些常见的尊称举例：
- Aga Khan（阿迦汗），伊斯兰教伊斯玛仪派尼扎里支派伊玛目的世袭头衔，置于姓名之后。
- Mullah（穆拉），伊斯兰教神职人员的尊称，意译是先生或老师。
- Agha（阿迦），意为先生，被广泛用于尊称。
- Ayatollah（阿亚图拉），十二伊玛目派高等神职人员的头衔。
- Dervish（德爾維希），尊称苏菲派修士。
- Khan（汗），起源于蒙古，最初用于称呼军队首领或君主，随后一时用以尊称声望较高的人士。
- Ustad（烏斯塔德），用于受人尊敬的教师和艺术家。
- Sayyid（賽義德）、 Sharif（谢里夫），用以尊称穆罕默德的后裔。
- Shah（沙阿），意为国王。

常见前缀举例：
- Hajji（哈只），尊称曾经前往麦加朝觐、并按规定完成朝觐功课的穆斯林。
- Jenaab（杰纳布），意为先生、阁下。
- Karbala'i（卡尔巴拉伊），尊称曾前往什叶派圣地卡尔巴拉朝圣的穆斯林。
- Mashhadi（马什哈迪），尊称曾前往什叶派圣地马什哈德朝圣的穆斯林，常缩写为马什蒂（Mashti）或马什（Mash）。
- Mir（米尔），用以尊称穆罕默德后人或王族。

## 家庭关系
在伊朗，女子不会在婚后更改姓氏，但可能会将丈夫的姓氏缀于自己的姓名之后，如吉蒂·基亚（Giti Kiya）与男子居鲁士·拉德普尔（Koorush Radpur）成婚，女方可按此习俗将姓名改为吉蒂·基亚·拉德普尔（Giti Kiya Radpur）。